# Helicia longespicata
Helicia longespicata är en tvåhjärtbladig växtart som beskrevs av Herman Otto Sleumer. Helicia longespicata ingår i släktet Helicia och familjen Proteaceae. Inga underarter finns listade i Catalogue of Life.